# 吳偉超
吳偉超（英語：Bambi Ng Wai Chiu，1981年10月22日—），生於香港，已退役香港足球運動員，司職中堅，曾代表香港足球代表隊出賽19次。他是首位參與中國大陸各級職業足球聯賽（包括中超、中甲等）的香港球員，被視為在中國大陸足壇發展最成功的香港球員之一。  
2018年退役後，吳偉超轉任教練工作，先後擔任多支中國球隊的助理教練，包括南通支雲、大連人及長春亞泰。2025年7月，他獲委任為香港超級聯賽升班球隊東區的主教練，首次執教港超隊伍。

## 早年生活
在1981年10月22日，懷孕9個月的吳母在街上遭受行劫，於受驚下導致吳偉超提前出世，吳偉超與家人初時居於九龍灣臨時木屋區，於7歲搬遷至大圍的顯徑邨，曾就讀香港中文大學校友會聯會張煊昌學校，後在1998年畢業於沙田美林邨樂道中學。他自小喜愛踢足球，最欣賞的球員為英格蘭的碧咸，於13歲參加《可口可樂暑期足球計劃》，不過由於身為前廣州著名球員的父親要求很高，初時都不看好吳偉超可以成功，在兩年後，他經父親介紹代表沙田參加勁量盃，至8強時才被香港體育學院淘汰，結果吳偉超的表現得到體院教練陳融章賞識，被獲得邀請進入體院接受訓練。

## 球會生涯
直到在1997年，香港體育學院足球部解散後，吳偉超獲安排到勁旅甲組的快譯通當學徒球員，在1998年，快譯通安排吳偉超與文劍虹，兩名剛提升到甲組的年輕球員，到英格蘭球會哈特斯菲爾德及修咸頓的青年軍進行為期近3個月的訓練，回港後，吳偉超被外借到傑志為期一年，直到2000年返回快譯通，期間還於足總盃決賽對南華時正選上陣，最終協助快譯通以2–1獲勝。
在2001年，快譯通宣佈退出甲組聯賽，當時吳偉超毅然拒絕南華領隊梁守志開出的兩萬港元月薪聘約，透過父親的關係，到內地加盟月薪只有4,000元的中乙球會廣東名峰，但是廣東名峰獲香雪製藥冠名赞助，以香雪製藥的名義參加新球季的香港甲組聯賽，成為首支參賽的內地球會，因此吳偉超又回到香港參賽。在2002年1月，吳偉超與廣東名峰約滿後，轉到昆明隨當時中國甲B聯賽球會廣州香雪試訓，其後獲得香雪正式錄用，並在第二年站穩球會正選席位。直到2002年末，正值國內聯賽歇冬時，吳偉超獲時任南華總監梁守志邀請為南華客串5場亞視盃賽事，最終協助南華得到5場全勝的成績。
在2004年，吳偉超隨廣州香雪教練周穗安過檔南京有有，一年後獲得中超升班馬球會上海中邦的教練馬良行邀請加盟，加盟後，吳偉超獲得與前中國國家隊隊長范志毅拍檔的機會，直到范志毅在下半季離隊後，令吳偉超獲委擔任中邦隊長，同時在2005年代表上海聯隊於上海國際足球邀請賽迎戰西甲球會西維爾，負責看管對方主力巴西前鋒法比安奴。
在2006年賽季，吳偉超轉會中超球會上海申花，儘管當時申花的後防線已經擁有由杜威和李玮锋組成的「威鋒」組合，同年12月27日獲申花續約兩年，但吳偉超依舊憑藉個人能力在隊內獲得一定的出場機會，初時與李玮锋搭檔三個賽季，成為在中超失球最少的球會，期間更在2007年協助申花獲得A3冠軍盃冠軍，後來他在2008年賽季和杜威搭檔。
在2009年，與上海申花合約到期後，吳偉超到中超球會杭州綠城試訓，初時綠城因為考慮到他是自由身身份和香港球員，所以決定引進吳偉超，但隨後由於中國足協把香港球員定性為亞援身份，於是綠城為此和中國足協進行交涉，希望吳偉超能像數個賽季前一樣以內援的身份註冊，但中國足協答覆是吳偉超只能作為亞援踢中超，儘管如此，杭州綠城還是跟吳偉超簽訂合同加盟。直到2009年5月，中國足協放寬外援政策，重新允許香港球員能於國內聯賽以內援身份註冊，只有代表球會征戰洲際賽事才算外援。在2010年年底，隨着杭州綠城獲得亞冠盃資格，身為香港球員的吳偉超代表綠城征戰亞冠盃賽事時佔外援名額，因此綠城就不與吳偉超續約。
在離開杭州綠城後，香港甲組冠軍球會南華於2011年1月22日宣佈吳偉超加盟，並簽約至2012年5月，與香港代表隊隊長陳偉豪及巴西中堅祖爾組成香港最豪華防線，他加盟後在對四海流浪和港菁的連續兩場聯賽均有入球進帳，可是南華失落聯賽冠軍和在亞協盃分組賽出局，最終南華在該季以聯賽亞軍、聯賽盃及足總盃冠軍完成。在2011/12球季初，吳偉超在南華新任主教練高世安麾下上陣時間不多，結果他於2012年1月1日選擇外借到甲組球會天水圍飛馬，並於2月4日對深水埗的聯賽取得加盟後的首個入球，最終協助飛馬以3–0獲勝。在2012/13球季，吳偉超獲委任為飛馬隊長。
2012年12月25日，吳偉超與中甲球會天津松江簽約兩年，並成為球隊隊長，權健在2016年賽季先後由著名教練盧森貝高及前世界足球先生簡拿華路執教後，吳偉超只在足協盃中為權健一隊登場，其餘時間在預備隊中協助年輕球員成長，期間權健在季中有提議續約，但因為續約後可能被外借到其他球會，故吳偉超考慮後還是婉拒對方，結果權健在該季憑較佳對賽成績取得聯賽冠軍。
2016年12月10日，應屆港超聯冠軍球會東方龍獅宣佈與吳偉超簽約，加盟後，他在2017年1月7日對港會的聯賽於70分鐘後備登場，最終協助東方以7–0勝出，其後，他隨東方在2017年2月首度出戰亞冠盃分組賽，結果東方在亞冠盃分組賽最終以1和5負排小組最尾，隨後他在2018年2月4日對香港飛馬的聯賽，憑接應角球頂入取得加盟後的首個入球，結果協助東方以3–0勝出，在2017/18球季完結後，吳偉超宣布掛靴，並轉向教練工作發展。

## 國際賽生涯
吳偉超在2001年已經入選香港代表隊，到2011年8月31日即31歲，基於長期傷患緣故，宣佈退出香港隊。於2012年省港盃，吳偉超以隊長身份代表香港上陣，協助香港擊敗廣東隊奪冠而回。在對中華台北的友誼賽，時任教練摩力克選了26人名單，比賽用了23個球員，吳偉超是其中一個沒有上陣，當時摩力克對傳媒說香港隊要年輕化，而吳偉超的年紀又是隊中最大（31歲）。同年9月18日，吳偉超宣佈退出香港代表隊，表示已經代表香港參與國際賽事多年，兩年前從中國大陸回到香港發展，乃是希望一心一意專心為球會效力。而且他都已經年紀不輕，希望將自己的足球經驗分享予隊中年輕球員。對於退出，吳偉超表示心裡十分不捨得，不過他認為此決定是對香港隊好，他很贊成當時蘇格蘭裔教練摩力克將香港隊年青化此方向，他退出是希望讓更多年青球員有機會代表香港，吸收經驗及進步。
2006年，吳偉超退出香港隊對烏茲別克的賽事，全因頭部受傷剛做手術，巧合地當時效力的上海申花要在當日友賽傑志，他卻正選上陣被球迷狂噓，遭香港球迷在本地足球討論區指吳偉超為「香港足球騙子」，他之後卻解釋那時隊友杜威斷了十字韌帶，李玮锋又為國家隊效力，球會突然無人可用，比賽當日教練早上對吳偉超說，1點到醫院拆線，3點落場比賽。當年吳偉超加盟了上海申花坐足後備席半年，經歷了5、6年那種艱辛的訓練，到了終於有一個機會，吳偉超就頂着未準備好的身體，賽前兩小時拆線迎來上海申花的首個機會。

## 執教生涯
2025年7月10日，東區宣佈委任吳偉超出任主教練，負責帶領球隊出戰升班後的首個港超賽季。

## 家庭生活
父親吳志英亦是1970年代廣州的著名職業足球員，曾入選中國國家隊。母親是印尼華僑，隨父母到香港定居，在國內結識吳志英並結為夫妻，婚後吳媽媽申請丈夫到香港，吳志英到港後繼續踢球，曾效力加山、海峰及東方等球隊。吳偉超有一個年幼兩年的妹妹；他的堂叔是香港著名演員吳鎮宇。在效力上海中邦時，初認識妻子張慧婷，其後在香港註冊結婚。

## 著作
2009年年中，吳偉超出版了自己的自傳“贏自己”，邀得上海申花前總教練及杭州綠城副總經理吳金貴，前亞洲足球先生及中國國家足球隊隊長范志毅，香港足球先生李健和，及他的堂叔吳鎮宇為其自傳作序。

## 榮譽
快譯通
- 香港足總盃冠軍（2000–01季度）

天津權健
- 中國足球甲組聯賽冠軍（2016年）

東方龍獅
- 香港高級組銀牌亞軍（2017–18季度）

香港代表隊
- 龍騰盃冠軍（2011年）
- 省港盃冠軍（2009、2012年）

個人
- 香港足球明星選舉 最佳年青球員（2000–01季度）

## 外部連結
- 吳偉超 – FIFA國際賽競賽紀錄 (存檔)
- 吳偉超全靠一股傻勁 由中超衝向JLeague
- 吳偉超獲申花續約
- 吳偉超數據（页面存档备份，存于）
- 香港足球總會球員註冊資料（页面存档备份，存于）